# Pedro Prudencio Miranda
Pedro Prudencio Miranda (Villa Mercedes, Provincia de San Luis, Argentina, 26 de abril de 1952) es un militar argentino, perteneciente a la Fuerza Aérea Argentina, que alcanzó la jerarquía de suboficial principal.
Durante la Guerra de las Malvinas se ofreció como voluntario, como desarmador de explosivos. Desarmó en solitario, una bomba activada dentro del buque argentino ELMA Formosa y luego cuatro bombas Mark 82 de un avión McDonnell Douglas A-4Q Skyhawk de la Armada Argentina accidentado en pista, —este hecho permitió liberar la pista de aterrizaje y permite aterrizar a los IAI Dagger que se encontraban en vuelo a minutos de aterrizar—. A raíz de esta acción fue merecedor a la más alta condecoración militar otorgada por la República Argentina: la Cruz al Heroico Valor en Combate.

## Infancia y adolescencia
Cursó estudios primarios en la escuela Raúl B. Díaz, en Villa Mercedes, Provincia de San Luis. A los 13 años, continuó sus estudios secundarios en la escuela de Aprendices Operarios, que en esos años estaba dentro de la V Brigada Aérea, en la especialidad de mecánico de armas. Además, simultáneamente concurría a la escuela industrial (Ing. Agustín Mercau), donde cursaba las materias teóricas. Egresó en diciembre de 1967, (con 15 años de edad), con el título de «mecánico mantenimiento de aviones» con la subespecialidad «mecánico de Armamento».

## Carrera militar
En 1968 efectuó el curso para personal militar en CIPRA (Centro de Instrucción Profesional para Aeronáutica), hoy IFE, (Instituto Formación Ezeiza). Egresando con el grado de Cabo en diciembre de 1968, con 16 años de edad. En abril de 1982, estaba destinado en la VI Brigada Aérea, con asiento en la ciudad de Tandil, Provincia de Buenos Aires. Con rango de Suboficial Auxiliar, y encargado del taller de armamento del Grupo Técnico 6, al servicio de mantenimiento de los aviones Mirage V Dagger.

## Guerra de Malvinas
El día 8 de abril de 1982 fue desplegado al Base Aeronaval de Río Grande, Tierra del Fuego, junto con el 1.er Escuadrón de Dagger. El 1 de mayo, el buque de carga ELMA Formosa aún se encontraba en la costa de las Islas Malvinas, el comandante del buque, capitán Juan Gregorio, recibe la orden de regresar al continente a los fines de sacarlo de la zona de combate. Así en pleno viaje de retorno el Formosa fue atacado por error por una escuadrilla de aviones A-4B Skyhawk de la Fuerza Aérea Argentina, (Grupo 5 de Caza, escuadrilla “Trueno”, Capitán Pablo Carballo, Teniente Carlos Alfredo Rinke, Primer Teniente Carlos Cachón y el Alférez Leonardo Salvador Carmona), atacan por error al mercante argentino, dos de las bombas estallan en el agua, una choca contra la torre de una grúa y explota en el mar y una bomba sin estallar queda alojada en una de las bodegas. Posteriormente, el capitán Carballo ametralló el buque. Afortunadamente el ELMA Formosa no sufrió bajas en su tripulación. Como consecuencia del ataque, se le ordena al Capitán Gregorio dirigirse hacia la Bahía de San Sebastián, El jefe del Sector de Defensa Río Grande, comodoro Carlos Enrique Corino recibe la orden que debe enviar un especialista en armamento al barco siniestrado. El suboficial auxiliar Miranda se ofrece de voluntario para concurrir al Formosa a efectuar el desarme de la bomba.
En el Formosa lo reciben en la cubierta del mismo, el capitán Gregorio y el capitán de corbeta Juan Carlos Ianuzzo, le indican la bodega donde se encontraba la bomba, y baja solo a esta, la bomba había sido inmovilizada con maderas y bolsas. Procediendo a desarmarla con resultado satifactorio.

El 23 de mayo en Río Grande un avión de la armada decide regresar con cuatro bombas MK82, su piloto, capitán de corbeta Carlos Miguel Zubizarreta, al tocar la pista de aterrizaje se le revienta una cubierta, lo que produce que el avión se salga de la misma. Viendo su piloto que no lo podía mantener en la pista, al lado de la misma eyecta las bombas y posteriormente se eyecta él. El asiento y su piloto se levantan unos metros, sin llegar a realizarse la apertura del paracaídas. Pocas horas después fallece el piloto.

Personal de la Armada habían despejado toda el área donde estaban las bombas y el avión. Aviones Dagger venían de regreso, y solo les quedaban 10 minutos de combustible, y no tenían donde aterrizar. Miranda desarmó las cuatro bombas, los Dagger casi sin combustible pudieron aterrizar. Se habían salvado de la eyección y de la pérdida de los aviones.
El 13 de junio en San Julián mientras se preparaba el Dagger (C-418) para una salida su piloto, el capitán Roberto Janett, arma accidentalmente la bomba que cargaba su avión pero el suboficial Miranda logra retirar velozmente la espoleta evitando lo que hubiese sido un gran desastre en la base de Río Grande, ya que estaban todos los aviones cargados, los pilotos en sus asientos y todo el personal de mecánicos, además había un polvorín de campaña aproximadamente a 60 metros, la torre de vuelo y la planta de aero-combustible.

## Condecoraciones y homenajes
- Terminado el conflicto, le fue otorgada la Cruz La Nación Argentina al Heroico Valor en Combate, que es la máxima condecoración militar que otorga la República Argentina.[3]